# 3562 Ignatius
3562 Ignatius eller 1984 AZ är en asteroid i huvudbältet som upptäcktes den 8 januari 1984 av den amerikanska astronomen Joe Wagner vid Anderson Mesa Station. Den är uppkallad efter Ignatius av Loyola.